# 고지마 마사토
고지마 마사토(일본어: 小島 幹敏, 1996년 9월 17일 ~ )는 일본의 축구 선수이다. 현재 J2리그의 RB 오미야 아르디자에서 뛰고 있다.

## 구단 경력
그는 2015년부터 J리그의 RB 오미야 아르디자, 미토 홀리호크에서 뛰었다.